# Lojong
| Tibetische Bezeichnung                 |
| -------------------------------------- |
| Tibetische Schrift: བློ་སྦྱོང               |
| Wylie-Transliteration: blo sbyong      |
| Andere Schreibweisen: Lodjong; Lo Jong |
| Chinesische Bezeichnung                |
| Vereinfacht: 修心                      |
| Pinyin:xiuxin                          |

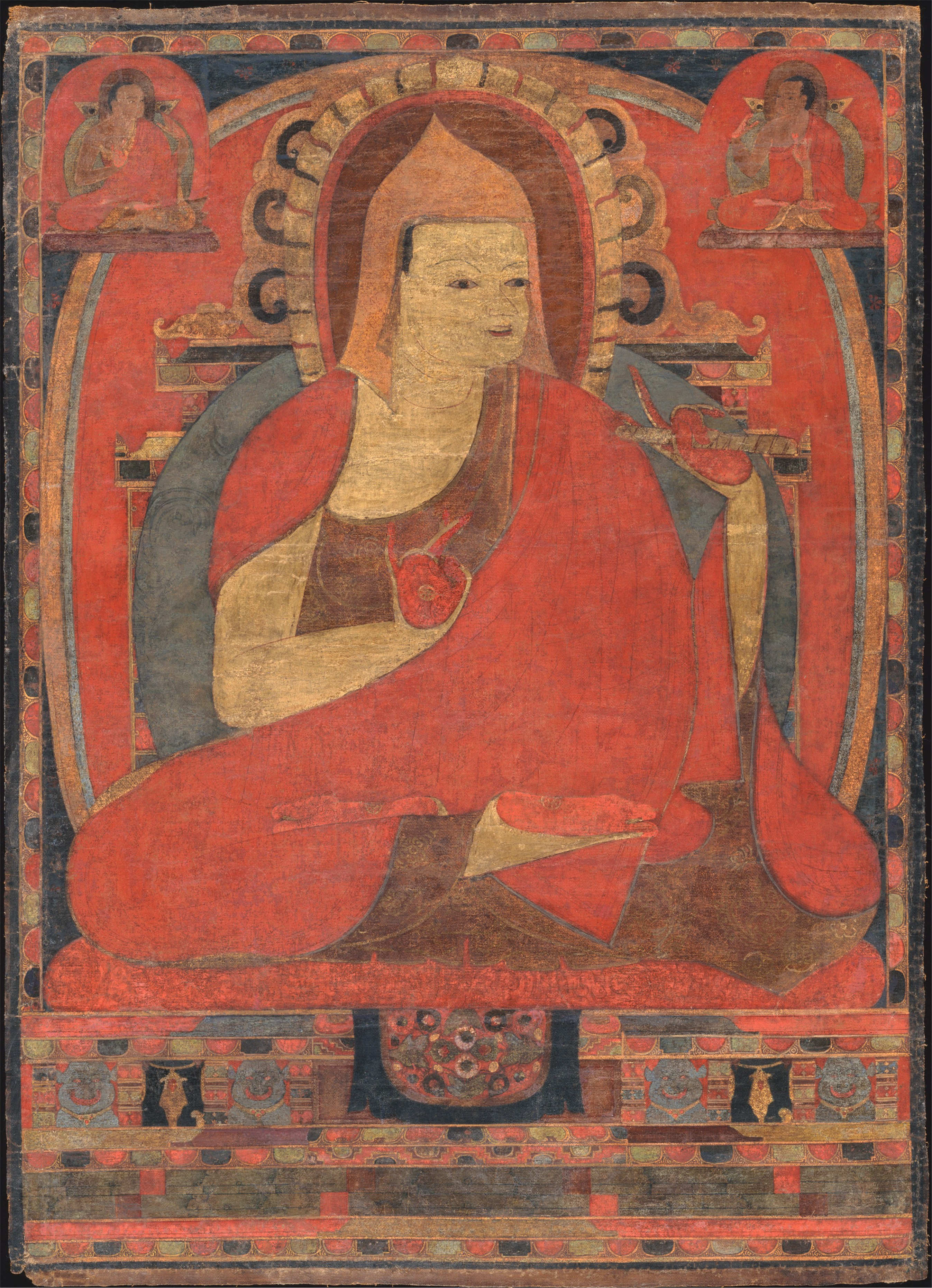
Atisha

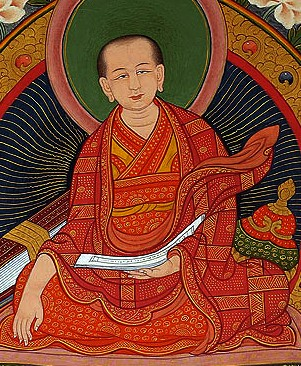
Chekawa Yeshe Dorje

Lojong (tib. blo sbyong; etwa: „Geistestraining“; „Geistesschulung“; engl. Mind Training) ist eine Praxis im tibetischen Buddhismus, die auf einer Reihe von Losungen bzw. Merksprüchen des tibetischen Geshe Chekawa Yeshe Dorje (dge bshes 'chad ka ba ye shes rdo rje; 1101–1175) aus dem 12. Jahrhundert beruht, einem für seine berühmten Lojong-Ratschläge in der Tradition von Atisha (980–1054) berühmten Kadampa-Meister. Die Beschäftigung damit brachte im Tibetischen im Laufe der Jahre eine umfassende Literatur hervor.
Die Praxis besteht darin, die Motivation und Einstellung einer Person zu überarbeiten und zu reinigen.
Die fast fünf Dutzend Losungen, aus denen der Originaltext seines Textes Geistestraining in Sieben Punkten (tib. blo sbyong don bdun ma; chin. Xiuxin qiyao 修心七要) besteht, sind als Gegenmittel für unerwünschte geistige Gewohnheiten gedacht, die Leiden mit sich bringen. Sie enthalten sowohl Methoden, um die eigene Perspektive in Richtung absolutes Bodhichitta zu verändern (z. B. „Finde das Bewusstsein, das deines war, bevor du geboren wurdest“ und „Behandle alles, was du fühlst, als einen Traum“), als auch Methoden, um der Außenwelt mit relativem Bodhichitta zu begegnen (z. B. „Sei jedem dankbar“ und „Wenn die Dinge schief gehen, behandle Unglück als einen Weg zum Erwachen“).
Sie werden in Tibet seit fast tausend Jahren als Grundlage für transformatorische Praktiken verwendet. Der Text Chekawas gilt dabei als klar, zugänglich und doch tiefgründig und voller praktischer Weisheit, Philosophie und Meditationsrichtlinien.
Einer der wichtigsten Kommentare zur Lojong-Praxis wurde von Jamgön Kongtrül (1813–1899), einem der Gründer der Rime-Bewegung, geschrieben (Der große Weg des Erwachens).
Eine Reihe prominenter Meister haben diese Praxis im Westen bekannt gemacht, darunter Chögyam Trungpa Rinpoche und auch der 14. Dalai Lama.
Langri Thangpa Dorje Sengge (glang ri thang pa rdo rje seng ge; 1054–1123) ist der Autor des Werkes Acht Verse der Geistesschulung (blo sbyong tshigs brgyad ma; engl. Eight Verses of Training the Mind), das als eine prägnante Zusammenfassung der Lojong-Lehren des Mahayana gilt.
Der Untersuchung der Biographie und der Gesammelten Werke des tibetischen Lojong-Meisters Gyelse Thogme Sangpo  (rgyal sras thogs med bzang po; 1295–1369) hat sich in jüngerer Zeit die englischsprachige Dissertation von I-Ling Chien gewidmet.
Im ersten Band der englischsprachigen Reihe Library of Tibetan Classics zum tibetischen Buddhismus fand die berühmte Sammlung Mind Training: The Great Collection (theg pa chen po blo sbyong rgya rtsa) aus dem 15. Jahrhundert Aufnahme, kompiliert von Shönu Gyalchok (gzhon nu rgyal mchog) und Könchok Gyaltsen (mus chen dkon mchog rgyal mtshan).
Ein deutschsprachiger Auswahlband mit Lojong-Texten, der nach dem Kommentar von Jamgön Kongtrül Lodrö Thaye Der Große Weg des Erwachens betitelt wurde, enthält neben dem zentralen Text weitere Texte unter anderem von Atisha, Serlingpa, Macig Labdrön, Langri Thangpa, Thogme Sangpo und Lama Gendün Rinpoche (1918–1997).
Auch viele andere Werke  der tibetischen und ausländischen Literatur haben sich mit dem Mahayana-Geistestraining beschäftigt.